# موسی ۶۰۰

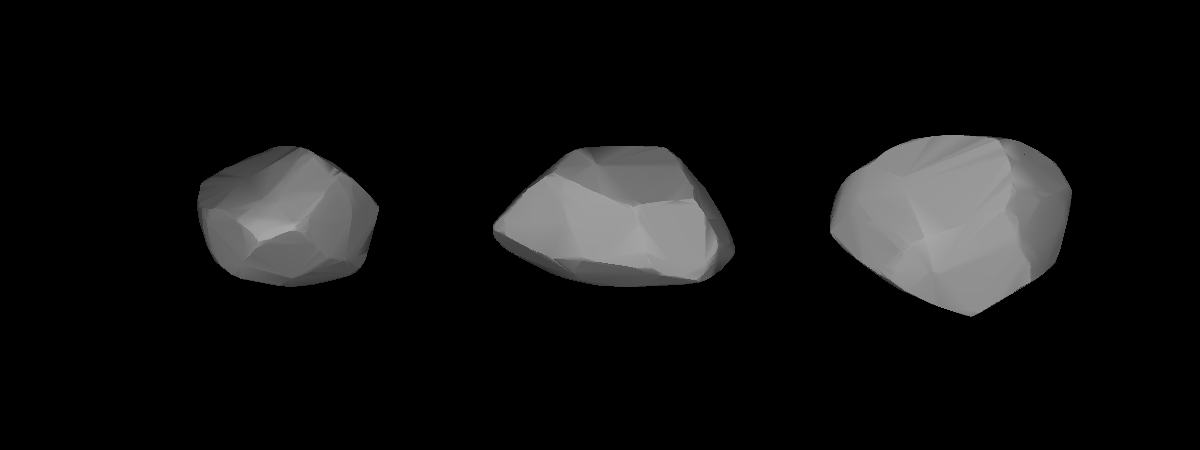
مدل سه‌بُعدی سیارک موسی ۶۰۰ بر اساس منحنی نور آن

سیارک ۶۰۰ (به انگلیسی: 600 Musa، نامگذاری:1906UM) ششصدمین سیارک کشف شده‌است که در ۱۴ ژوئن ۱۹۰۶ کشف شد.
قدر مطلق سیارک برابر ۱۰٫۱۸ است.